# Veneto Open 2022
Il Veneto Open 2022 è stato un torneo di tennis femminile giocato sui campi in erba all'aperto. È stata la 1ª edizione del torneo, facente parte del WTA Challenger Tour 2022. Il torneo si è giocato al Tennis Club Gaiba di Gaiba in Italia dal 13 al 19 giugno 2022.

## Partecipanti al singolare

### Teste di serie
| Nazionalità | Giocatrice          | Ranking* | Testa di serie |
| ----------- | ------------------- | -------- | -------------- |
| Belgio      | Alison Van Uytvanck | 46       | 1              |
| Stati Uniti | Madison Brengle     | 56       | 2              |
| Italia      | Lucia Bronzetti     | 72       | 3              |
| Stati Uniti | Claire Liu          | 74       | 4              |
| Paesi Bassi | Arantxa Rus         | 77       | 5              |
| Francia     | Diane Parry         | 82       | 6              |
| Belgio      | Greet Minnen        | 88       | 7              |
| Francia     | Chloé Paquet        | 101      | 8              |

* Ranking al 6 giugno 2022.

### Altre partecipanti
Le seguenti giocatrici hanno ricevuto una wild card per il tabellone principale:
- Melania Delai
- Cristiana Ferrando
- Matilde Paoletti
- Lisa Pigato

La seguente giocatrice è entrata in tabellone con il ranking speciale:
- Kateryna Baindl

La seguente giocatrice è entrata in tabellone come alternate:
- Alëna Fomina-Klotz

### Ritiri
Prima del torneo
- Mihaela Buzărnescu → sostituita da  Ysaline Bonaventure
- Elisabetta Cocciaretto → sostituita da  Alëna Fomina-Klotz
- Martina Di Giuseppe → sostituita da  Fanny Stollár
- Misaki Doi → sostituita da  Sara Errani
- Ekaterine Gorgodze → sostituita da  Justina Mikulskytė
- Réka Luca Jani → sostituita da  Linda Fruhvirtová
- Laura Pigossi → sostituita da  Susan Bandecchi
- Nadia Podoroska → sostituita da  Elisabetta Cocciaretto
- Martina Trevisan → sostituita da  Joanne Züger
- Yuan Yue → sostituita da  Federica Di Sarra
- Katarina Zavac'ka → sostituita da  Martina Di Giuseppe

## Partecipanti al doppio

### Teste di serie
| Nazione     | Giocatrice          | Nazione     | Giocatrice           | Rank1 | Seed |
| ----------- | ------------------- | ----------- | -------------------- | ----- | ---- |
| Slovacchia  | Tereza Mihalíková   | Belgio      | Greet Minnen         | 118   | 1    |
|             | Anastasija Potapova |             | Jana Sizikova        | 182   | 2    |
| Stati Uniti | Ingrid Neel         | Paesi Bassi | Rosalie van der Hoek | 255   | 3    |
| Polonia     | Paula Kania-Choduń  | Francia     | Elixane Lechemia     | 284   | 4    |

* Ranking al 6 giugno 2022.

### Altre partecipanti
Le seguenti giocatrici hanno ricevuto una wild card per il tabellone principale:
- Matilde Paoletti /  Lisa Pigato

La seguente coppia è entrata in tabellone con il ranking speciale:
- Monique Adamczak /  Miyu Katō

### Ritiri
Prima del torneo
- Elisabetta Cocciaretto /  Martina Trevisan → sostituite da  Ana Bogdan /  Martina Trevisan

## Campionesse

### Singolare
Alison Van Uytvanck ha sconfitto in finale  Sara Errani con il punteggio di 6–4, 6–3.

### Doppio
Madison Brengle /  Claire Liu hanno sconfitto in finale  Vitalija D'jačenko /  Oksana Kalašnikova con il punteggio di 6–4, 6–3.